# Berkel en Rodenrijs

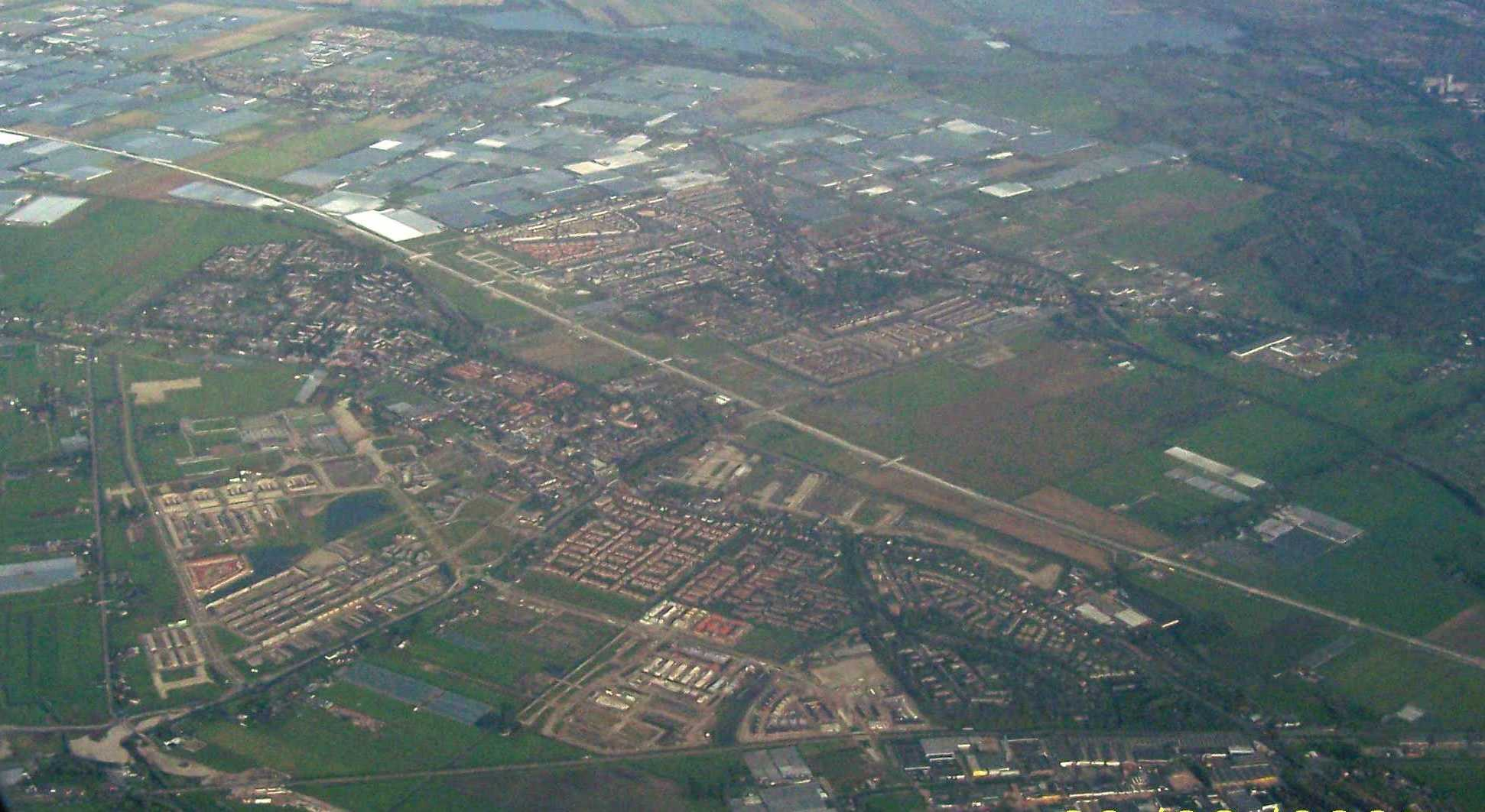

Berkel en Rodenrijs är en historisk kommun i provinsen Zuid-Holland i Nederländerna. Kommunens totala area är 18,91 km² (där 0,29 km² är vatten) och invånarantalet är på 17 535 invånare (2004).